# Mesoleuca abafii
Mesoleuca abafii är en fjärilsart som beskrevs av Louis Beethoven Prout 1914. Mesoleuca abafii ingår i släktet Mesoleuca och familjen mätare. Inga underarter finns listade i Catalogue of Life.